# Conselho Insular de Ibiza e Formentera
Conselho Insular de Ibiza e Formentera (em catalão: Consell Insular d'Eivissa i Formentera; em castelhano: Consejo Insular de Ibiza y Formentera) foi a instituição governante das ilhas de Ibiza e Formentera, na Espanha. Foi criado em 1978, com a aprovação do regime pré-autônomo das Baleares, e foi oficialmente instituído em 1983, com a aprovação do Estatuto de Autonomia das Ilhas Baleares.
Foi extinto com a aprovação do Estatuto de Autonomia de 2007, no qual se previa, no seu Artigo 63, a constituição de um conselho insular diferenciado para Formentera.

## Presidentes
| N.º | Nome               | Início              | Fim                 | Partido            |
| --- | ------------------ | ------------------- | ------------------- | ------------------ |
| 1.  | Cosme Vidal Juan   | 19 de abril de 1979 | 27 de julho de 1987 | Independente e PP  |
| 2.  | Antoni Marí Calbet | 27 de julho de 1987 | 31 de julho de 1999 | PP                 |
| 3.  | Pilar Costa        | 31 de julho de 1999 | 4 de julho de 2003  | Pacte Progressista |
| 4.  | Pere Palau Torres  | 4 de julho de 2003  | 27 de maio de 2007  | PP                 |